# 魚乾

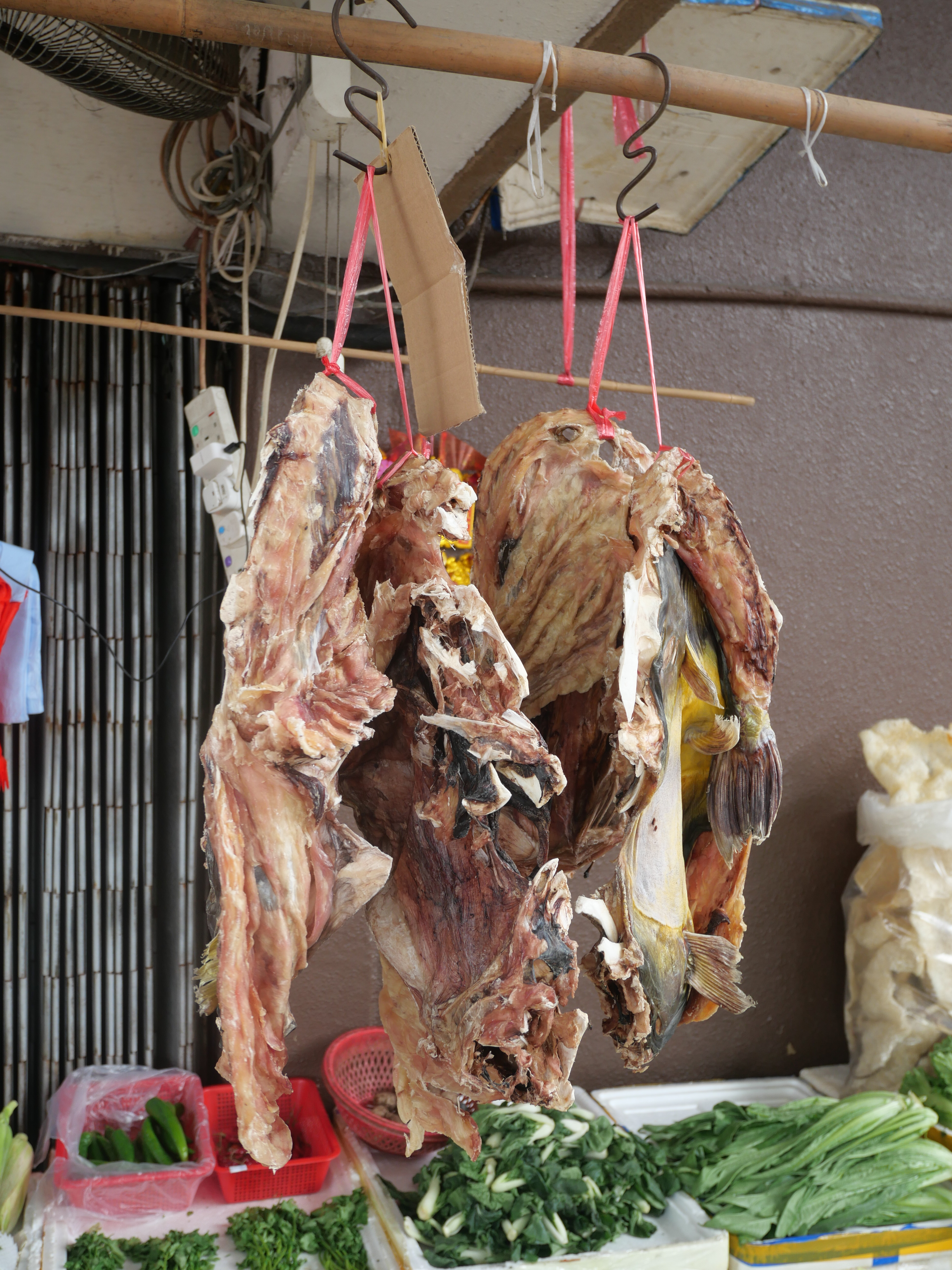
河魨魚乾

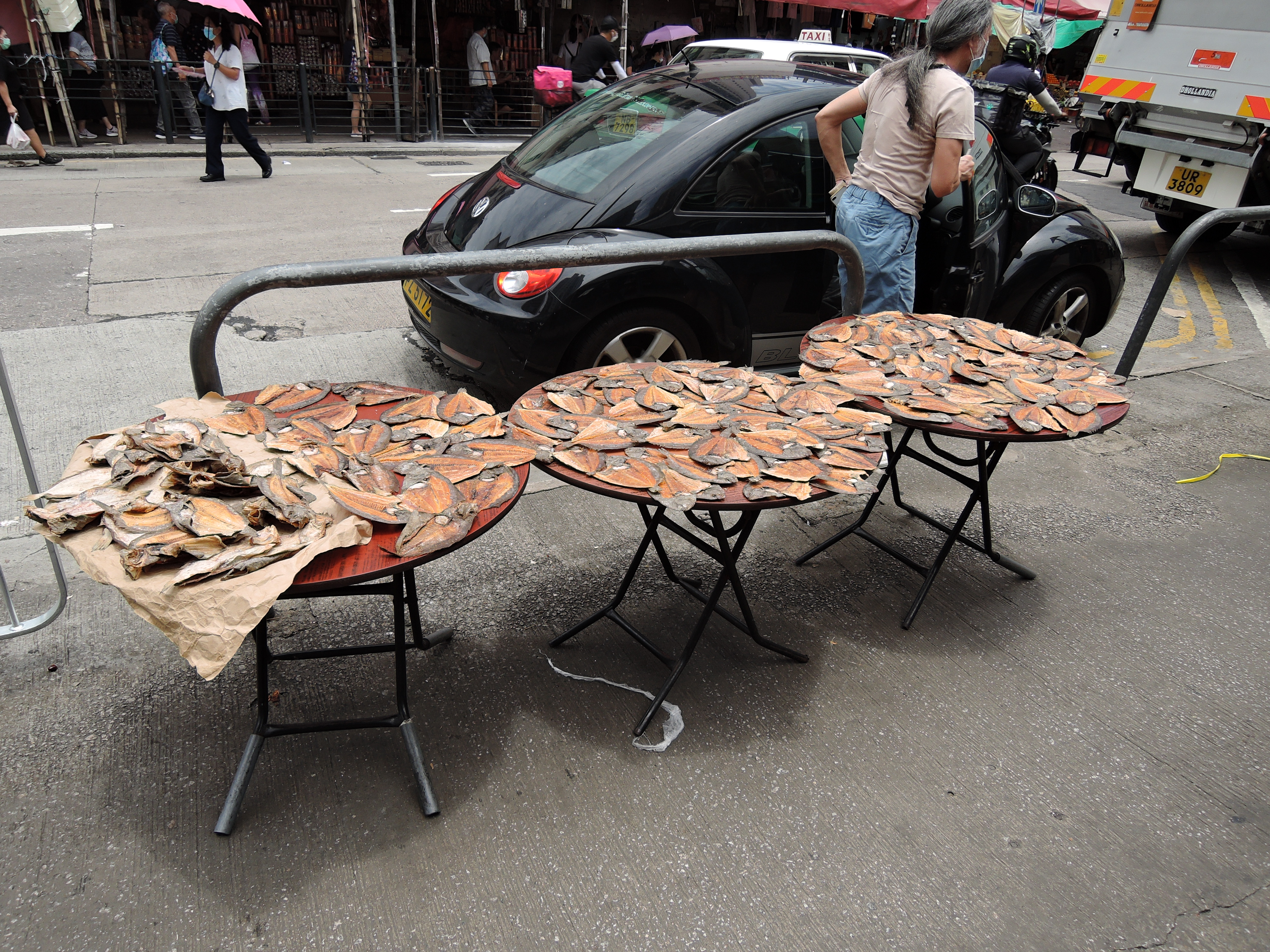
熟食市場的大地魚乾

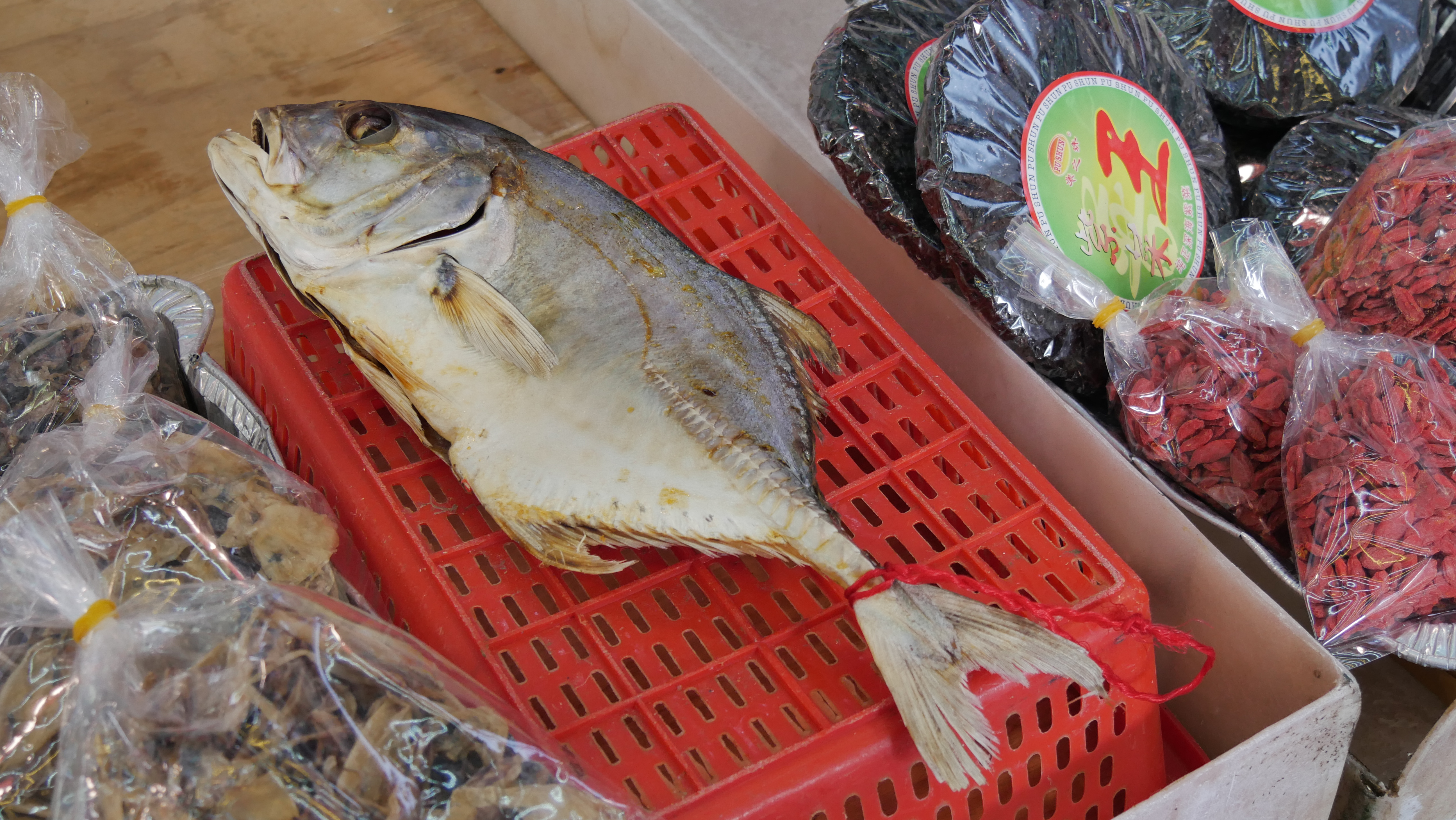
魚乾

魚乾是以魚類製成的乾貨，乾燥是一種透過日曬、風乾、煙燻等方式脫水，藉此抑制微生物活動的處理方式，新鮮魚類腐敗的速度很快，而若以乾燥的方式製成魚乾，可以保存較長的時間。

## 種類
- 鰹魚乾：起源於日本，以鰹製成。方式是將捕撈上岸的鰹魚迅速冷凍，解凍之後去除頭、尾和內臟，燉煮後以煙燻的方式烘乾，煙燻是過程中最重要的環節，之後將鰹魚放置於陽光下曝曬，後放入陰暗處使之發酵，再放置陽光下曝曬，重複多次後方能製成[2]，日本靜岡縣燒津市、高知縣土佐市和鹿兒島縣枕崎市是鰹魚乾的主要產地。[3]

- 越式魚乾：越南的魚乾。

- Daing（英语：Daing）：菲律賓的魚乾[4]，製法是將魚去除內臟、放鹽後曬乾，因鹽可抑制細菌孳生，所以能讓魚長時間保存。[5][6]